# بالنس راک
بالنس راک (به انگلیسی: Balance Rock, California) یک محدوده ثبت‌نشده در ایالات متحده آمریکا است که در شهرستان تولار، کالیفرنیا واقع شده‌است.

## خصوصیات
بالنس راک ۱٬۲۶۴٫۰۲ متر بالاتر از سطح دریا واقع شده‌است.